# Morristown (Ohio)
Morristown és una població dels Estats Units a l'estat d'Ohio. Segons el cens del 2000 tenia 299 habitants.

## Demografia
Segons el cens del 2000, Morristown tenia 299 habitants, 122 habitatges, i 81 famílies. La densitat de població era de 226,4 habitants/km².
Dels 122 habitatges en un 30,3% hi vivien nens de menys de 18 anys, en un 54,1% hi vivien parelles casades, en un 8,2% dones solteres, i en un 33,6% no eren unitats familiars. En el 27% dels habitatges hi vivien persones soles el 13,9% de les quals corresponia a persones de 65 anys o més que vivien soles. El nombre mitjà de persones vivint en cada habitatge era de 2,45 i el nombre mitjà de persones que vivien en cada família era de 3,05.
Per edats la població es repartia de la següent manera: un 24,7% tenia menys de 18 anys, un 6,7% entre 18 i 24, un 30,8% entre 25 i 44, un 24,1% de 45 a 60 i un 13,7% 65 anys o més.
L'edat mediana era de 39 anys. Per cada 100 dones de 18 o més anys hi havia 89,1 homes.
La renda mediana per habitatge era de 34.375 $ i la renda mediana per família de 40.750 $. Els homes tenien una renda mediana de 30.357 $ mentre que les dones 18.929 $. La renda per capita de la població era de 15.212 $. Aproximadament el 5% de les famílies i el 7,2% de la població estaven per davall del llindar de pobresa.

## Poblacions més properes
El següent diagrama mostra les poblacions més properes.